# Torsö kyrka
Torsö kyrka är en kyrkobyggnad som sedan 2006 tillhör Mariestads församling (tidigare Torsö församling) i Skara stift. Den ligger på Torsö i Mariestads kommun.

## Kyrkobyggnaden
Kyrkan uppfördes 1838 i den då populära empiren, även kallad Karl Johansstil. Nuvarande kyrkobyggnad ersatte då en äldre medeltida kyrka, Wisala kyrka, vilken stod på samma plats som nuvarande kyrkobyggnad. Vid en renovering år 1985 tillkom nuvarande läktarunderbyggnad med toalett, kapprum och förberedelserum.

## Inventarier
- Altaruppsatsen är snidad i trä av bildhuggaren Arvid Bryth 1954. Den föreställer det stora fiskafänge som omnämns i Johannesevangeliet, kapitel 21.
- I koret hänger ett votivskepp.
- Dopfunten i trä är tillverkad 1977. En medeltida dopfuntsfot är från tidigare kyrka.

### Orgel
Orgelverket är tillverkat 1953 av Frederiksborg Orgelbyggeri. Det har fjorton stämmor fördelade på två manualer och pedal. Från 1865 års orgel byggd 1865 av Johan Nikolaus Söderling har ursprungliga den ursprungliga fasaden, väderlåda och fyra stämmor bevarats.

## Bilder

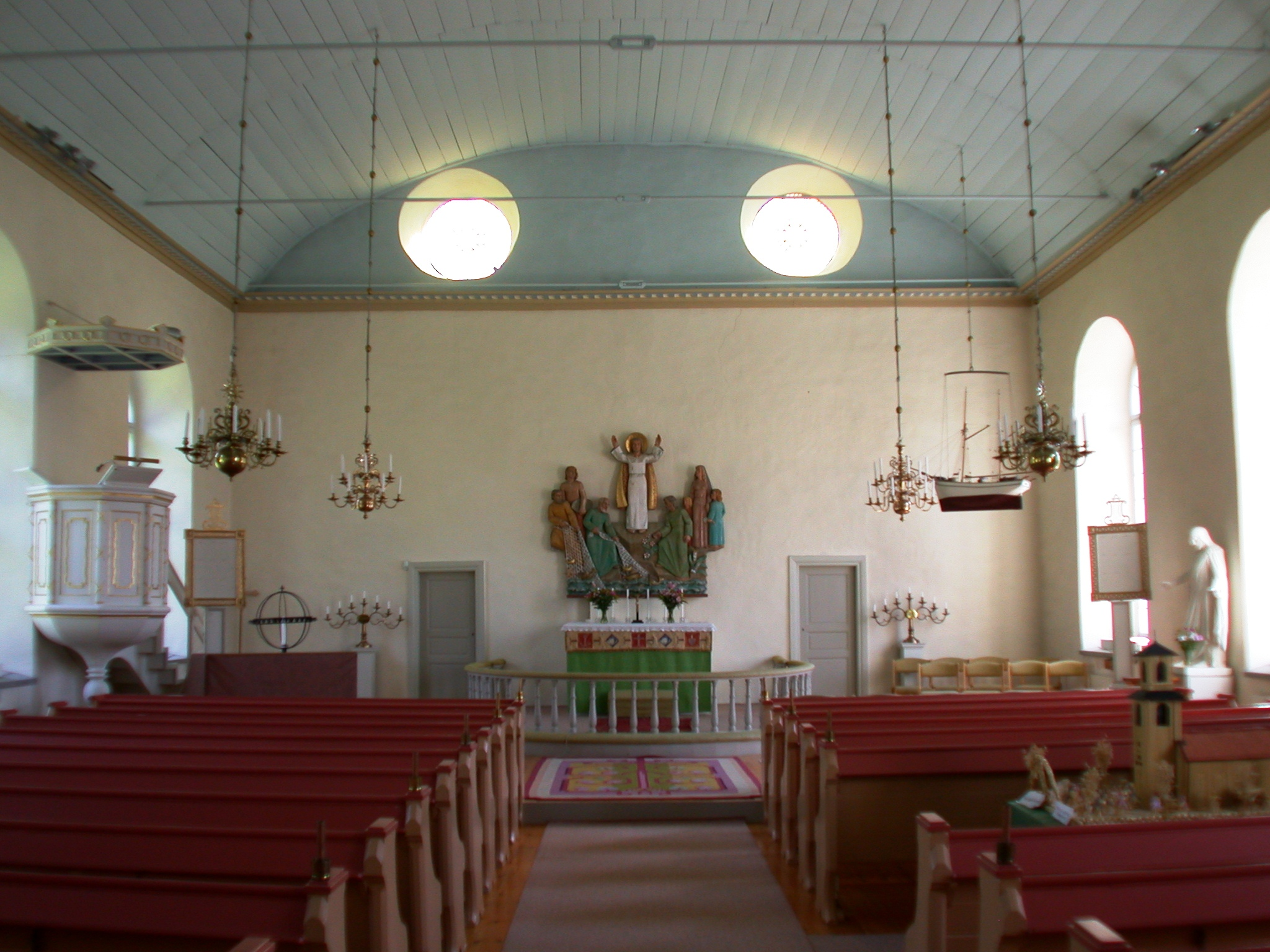
Interiör mot altaret
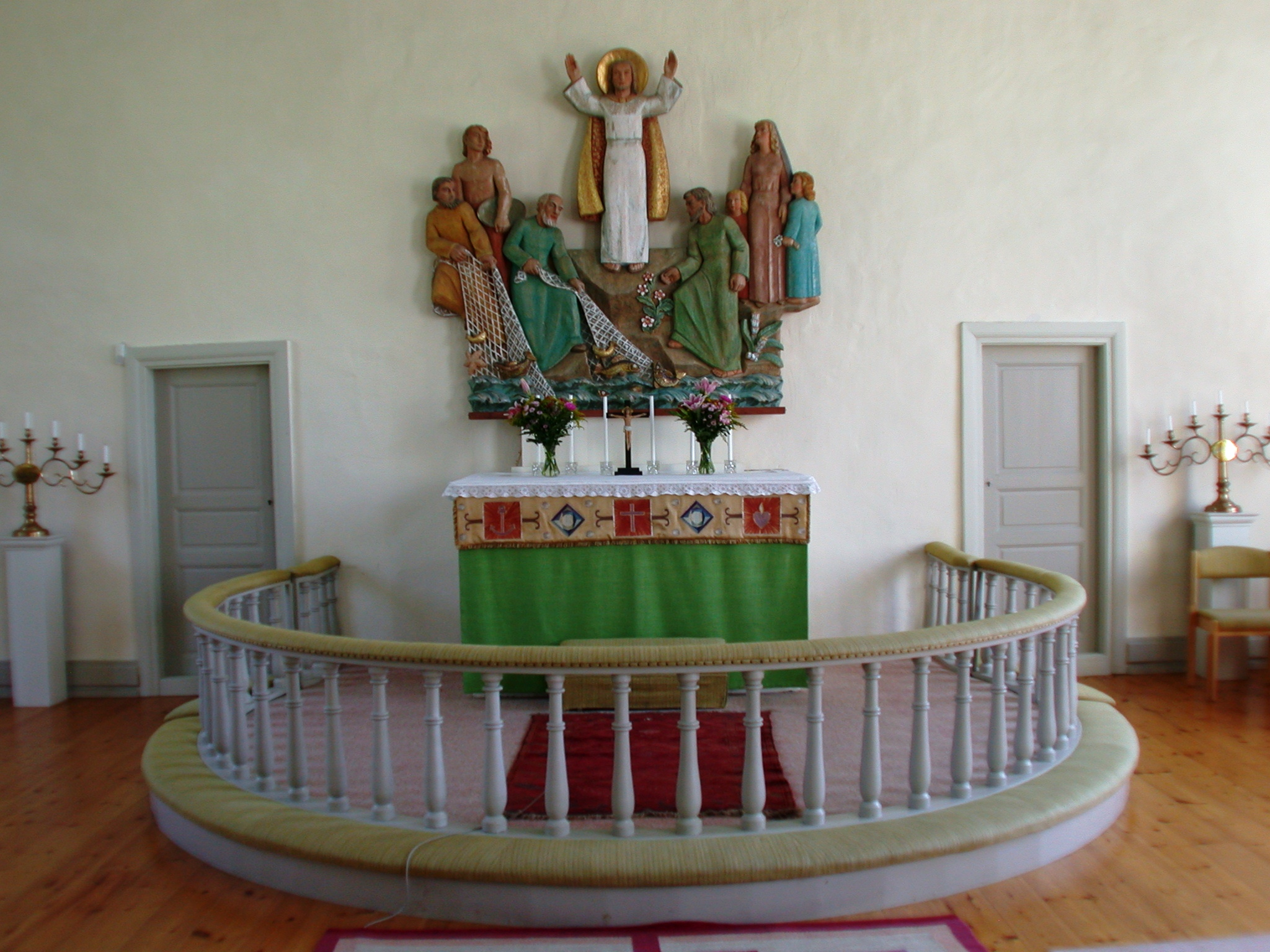
Altaruppsatsen
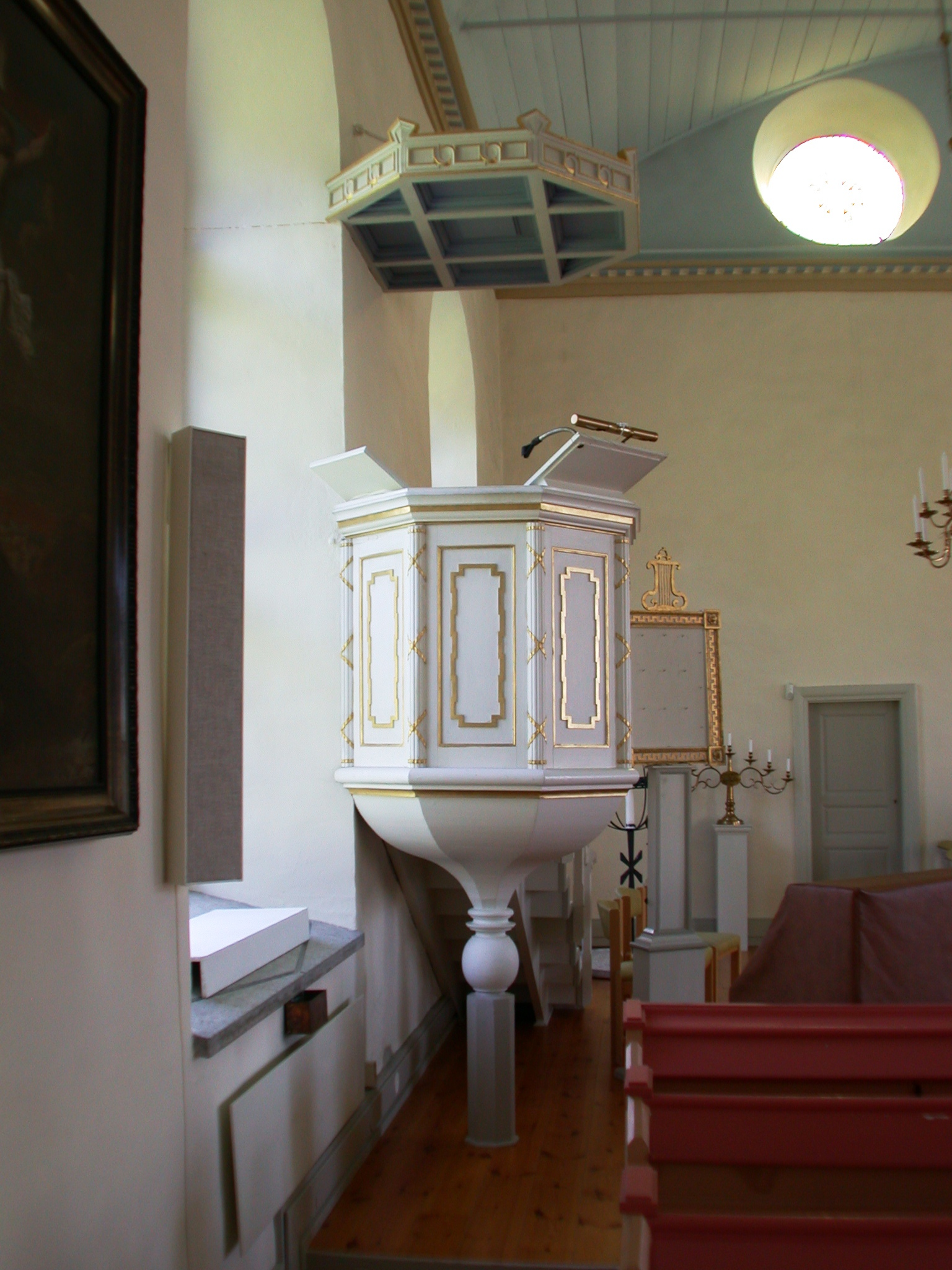
Predikstolen
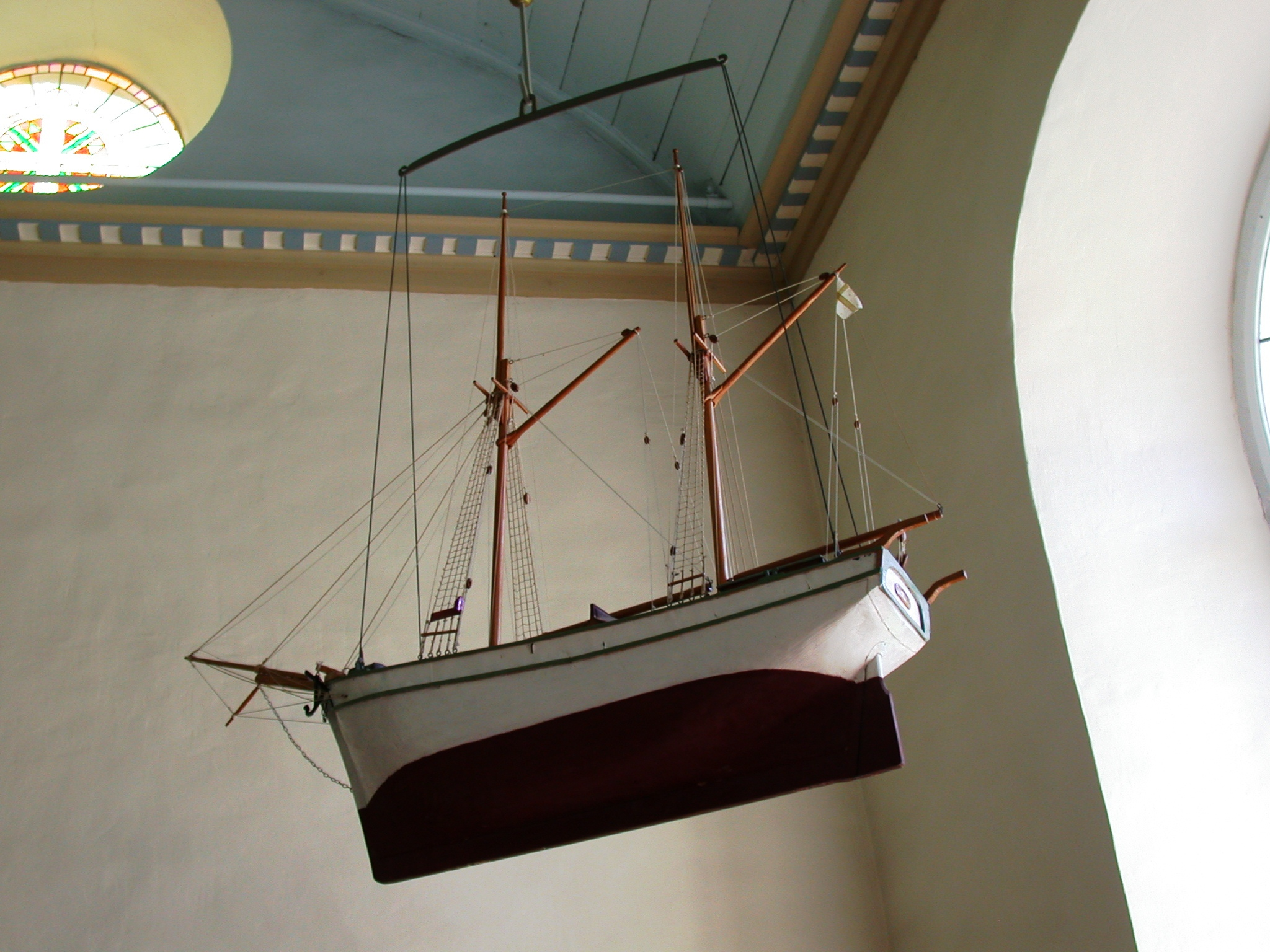
Votivskepp
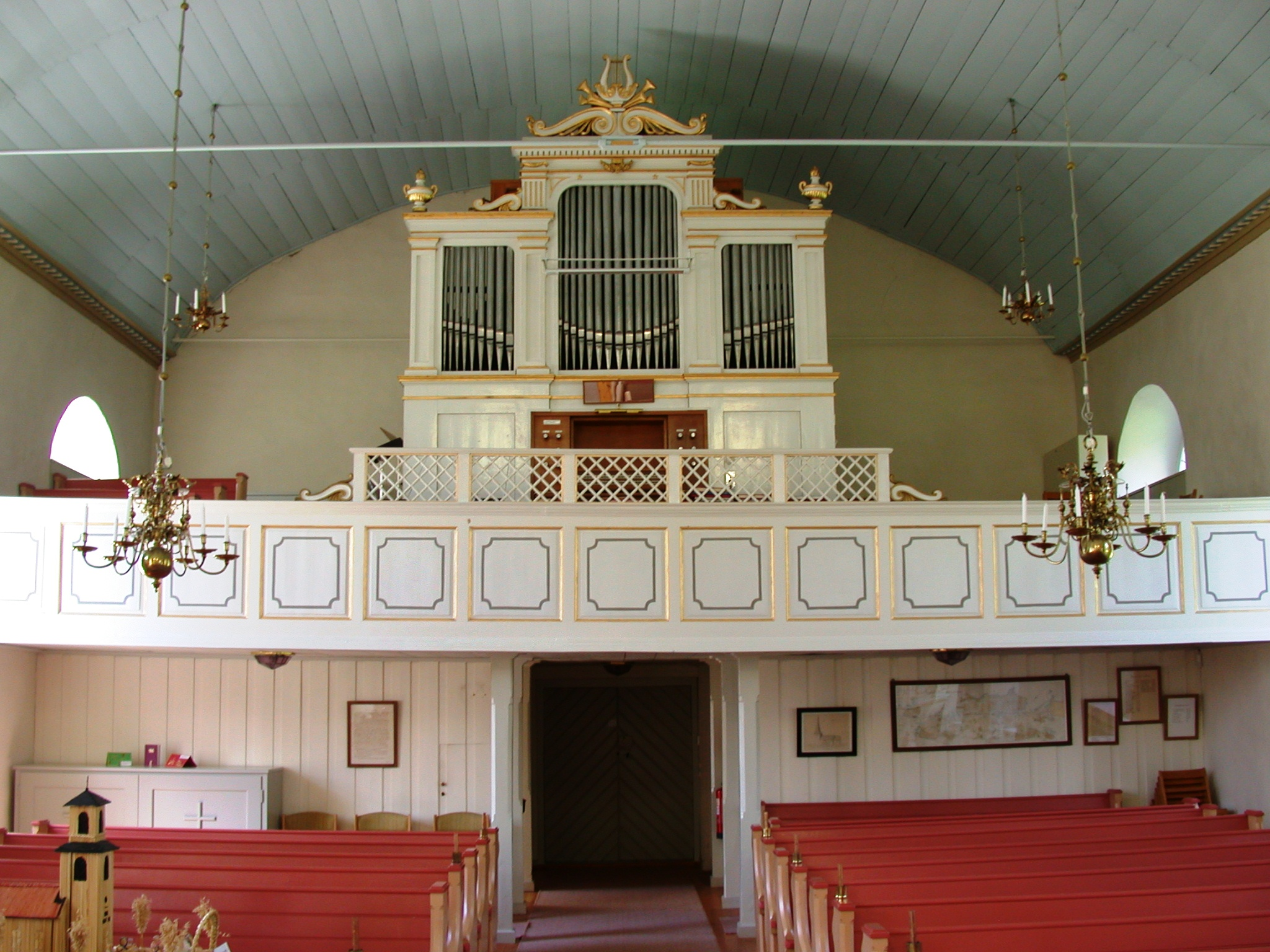
Orgelläktaren